# Diều đen
Diều đen hay Diều bạo chúa (danh pháp hai phần: Spizaetus tyrannus) là một loài chim trong họ Accipitridae.. Địa bàn cư trú của chúng phân bố từ miền trung Mexico đến phía đông Peru, phía nam của Brazil, và đến phía bắc Argentina. Môi trường sinh sống ưa thích của chúng bao gồm các khu rừng ẩm ướt và ẩm ướt gần các con sông, và một số loại rừng Loài tương đối có quan hệ gần nhất của nó là diều Ornate có kích cỡ, bề ngoài và hành vi tương tự nhưng sinh sống ở khu vực có độ cao thấp hơn.
Diều đen dài 58–70 cm (23–28 in) và nặng khoảng 900-1.300 gam (2-2,9 kg). Chúng có bộ lông màu đen với các kiểu bố trí màu khác nhau trên cánh và cơ thể của nó. Lúc bay đuôi nó thường khép lại.